# Minoritski samostan Olimje
Minoritski samostan Olimje (prej Pavlinski samostan Olimje, pred tem pa Grad Olimje) se nahaja v istoimenskem naselju v Občini Podčetrtek.
Grad je sprva pripadal grofom von Peilestein (Pilštajnskim grofom). Ena izmed lastnic naj bi bila tudi slovenska plemkinja Hema Pilštanjska, bolj poznana kot Sv. Ema Krška. Grad, ki je po ustnem izročilu star 1000 let (leto izgradnje prvega gradu je 1015) je v zgodovini menjal več lastnikov. Okoli leta 1550 ga je grof Tattenbach v renesančnem slogu preuredil, hkrati pa so okoli izkopali obrambni jarek zaradi nevarnosti turških napadov. Grad je leta 1658 kupil zagrebški baron Ivan Zakmardy in ga kasneje začel preurejati v samostan in ga leta 1663 s posebno listino podaril pavlinskim menihom, ki so prišli iz Lepoglave na Hrvaškem. Ti so med letoma 1665 in 1675 grad popolnoma spremenili v samostan in mu dodali lepo baročno cerkev. Najlepši del cerkve je njen oltar, posvečen Mariji Vnebovzeti in je hkrati eden najlepših slovenskih baročnih oltarjev v Evropi. Leta 1740 je cerkev dobila novo podobo. Menih Ivan Ranger je poslikal celoten prezbiterij, tj. območje okoli oltarja. Dogradili in poslikali so tudi stransko kapelo, posvečeno misijonarju, sv. Frančišku Ksaverju. Pavlinci so uredili tudi lekarno, ki sodi med najstarejše v Evropi (staro lekarno je s svetopisemskimi motivi in portreti najslavnejših starih zdravnikov in ranocelnikov poslikal slikar Anton Lerchinger iz Rogatca) . V obdobju vladavine cesarja Jožefa II. so morali Pavlinci samostan zapustiti, saj menihi med svojimi dejavnostmi niso imeli šole, niti ni tu delovala župnija. 
Menihi so v Olimju po 120 letih svojega bivanja pustili močan pečat kulture, umetnosti in lekarništva. Leta 1785 je bila ustanovljena  župnija Olimje, nekdanji pavlinski samostan pa je leta 1805 kupila plemiška rodbina Attems. Zaradi previsokih davkov so morali lastniki, ki niso mogli vzdrževati celotnega poslopja, podreti del gradu (severni in vzhodni). Ob koncu druge svetovne vojne so oblasti grad podržavile. Leta 1974 je grad prizadejal močan potres in ga hudo poškodoval. Kmalu za tem so ga ob pomoči države, občine in župljanov delno obnovili. Svetišče in župnijo so leta 1990 dobili v last manjši bratje Sv. Frančiška – minoriti. Ti so 15. avgusta 1999, po 217 letih, ponovno oživili samostan. Sedaj skrbijo tako za romarje kot za turiste, ki si pridejo ogledat lekarno in samostan, zaradi velikega povpraševanja po domačih izdelkih pa so uredili tudi zeliščno lekarno.

## Galerija
- Samostan s cerkvijo Marijinega vnebovzetja
- Samostan iz Jelenovega grebena
- Notranje dvorišče
- Križni hodnik
- Cerkev – pogled proti glavnem oltarju
- Pogled proti vhodu s korom in orglami
- Stropna freska v stranski kapeli
- Samostanska lekarna
- Freska Galena v lekarni
- Freska Hipokrata
- Freska Noeta z latinskim napisom »Bibensque vinum inebriatus est. Gen. 9. v. 21.«, v prevodu »Ko pa je pil vino, se je napil. 1 Mz 9,21.«